# Калмунай-1D
Грама Ніладхарі Калмунай-1D (№ KP/61/5) — Грама Ніладхарі підрозділу ОС Калмунай-Таміл, округ Ампара, Східна провінція, Шрі-Ланка.

## Демографія
| Населення (2007) | Населення (2007) | Населення (2007) | Населення (2007) | Населення (2007) |
| Населення        | Чоловіки         | Жінки            | Діти             | Дорослі          |
| ---------------- | ---------------- | ---------------- | ---------------- | ---------------- |
| 692              | 413              | 279              | 190              | 502              |